# Лабіна Митевська
Лабіна Митевська (макед. Лабина Митевска, 11 жовтня 1975, Скоп'є) — македонська актриса театру і кіно, найбільш відома за ролями у фільмах «Перед дощем», «Ласкаво просимо в Сараєво», «Я тебе хочу», «Одинаки». Має власну кінокомпанію «Sisters and Brother Mitevski Production», в якій працює разом з рідними братом і сестрою.

## Біографія
Лабіна Матевська народилася 11 жовтня 1975 року в місті Скоп'є, Соціалістична Федеративна Республіка Югославія (нині Північна Македонія). Росла в акторській родині, зокрема її старша сестра Теона і молодший брат Вук згодом теж стали досить відомими кінематографістами. Закінчила місцеву загальноосвітню школу, потім навчалася в школі мистецтв і археології при Університеті Святих Кирила і Мефодія в Скоп'є. Пізніше отримала стипендію для навчання в Європейському кінематографічному коледжі в Данії, вивчала історію мистецтв в університеті Аризони в США.
Почала активно зніматися в кіно у віці дев'ятнадцяти років. Світова популярність прийшла до неї, коли вона зіграла одну з головних ролей у військовій драмі «Перед дощем» 1994 року, яка виграла гран-прі Венеціанського кінофестивалю і як найкращий іноземний фільм номінувалася на премію «Оскар». У 1996 році виконала епізодичну роль у фільмі «Ласкаво просимо в Сараєво» британського режисера Майкла Уїнтерботтома. Продовжила співпрацю з Уїнтерботтомом — знялася в його фільмі 1998 року «Я тебе хочу», який став лауреатом Берлінського кінофестивалю. У 2000 році відзначилася головною роллю в чесько-словацької комедії «Одинаки».
У 2000-х роках продовжила активно зніматися в кіно, на її рахунку ролі в таких кінострічках як «Дорога!», «Як я вбила святого», «Контакт», «Розслідування», «Секретна книга», «Тиха туга — дитина війни», «Перевернуте», «Я з Титова Велеса», «9:06», «Як любов», «Сліди на піску», «Жінка, яка витерла свої сльози» та ін.
Крім акторської діяльності неодноразово проявляла себе в інших суміжних з кінематографом областях. Автор кількох есе на тему кінематографа, опублікованих в македонських газетах і журналах. Входила до журі конкурсу «Перспективи» Московського міжнародного кінофестивалю 2006. Разом з сестрою і братом очолює власну кінокомпанію «Sisters and Brother Mitevski Production».

## Фільмографія
- 1994: Перед дощем / Пред Дождот -Заміра
- 1995: Туку Така под Облака-
- 1996: Добре Дојдовте во Сарајево-Сонија
- 1998: Те Сакам Тебе- Смуки
- 2000: Лонерс(Loners)-Весна
- 2000: Closley Knit — Кјана
- 2000: Самотари-Весна
- 2002: Вег — Ива
- 2004: Како убив светец -Виола
- 2004: Бубачки-
- 2004: Нема Проблем-Сања К.
- 2005: Контакт-Зана
- 2006: Тајна Книга-Лидија
- 2006: Дете на Војната-Сенада
- 2007: Јас сум од Титов Велес-Афродита
- 2007: Л…кот Љубезен-Маја
- 2007: Првртено-Жена во Бело
- 2009: Офсајд-Милена
- 2009: 7 авлу — Селма
- 2009: 9:06-Милена
- 2010: Стапки во Песокот -Јоана
- 2012: Жената што ги избриша солзите-Ајсун
- 2019: Бог існує, її ім'я — Петрунія / Gospod postoi, imeto i' e Petrunija